# Tai Abed
Tai Abed (en hébreu : תאי עבד), né le 3 août 2004 à Tel Aviv-Jaffa, est un footballeur israélien qui évolue au poste de milieu offensif au PSV Eindhoven.

## Biographie

### Carrière en club
Formé au Hapoël Tel-Aviv en Israël, Tai Abed rejoint le PSV Eindhoven à l'été 2021, signant un contrat de trois ans avec le club d'Eredivisie,.

### Carrière en sélection
International israélien avec les moins de 19 ans dès octobre 2021, il prend part à leurs premiers exploits, à l'image d'une victoire 1-0 chez l'équipe d'Espagne, qui compte pourtant dans ses rangs des joueurs comme Alberto Moleiro, Nico Serrano ou Pablo Torre.
En juin 2022 il est sélectionné en équipe d'Israël pour prendre part à l'Euro des moins de 19 ans en 2022, étant le seul joueur du groupe israélien évoluant alors à l'étranger.
S'imposant comme titulaire lors de la compétition qui a lieu en Slovaquie, il est notamment l'auteur d'un but et une passe décisive lors de la victoire 4-2 en poule contre l'Autriche de Yusuf Demir, Adis Jasic et Ervin Omić.
Il est également titulaire lors de la demi-finale contre la France d'Alan Virginius, Doukouré et Camara, où les israéliens réalisent l'exploit de l'emporter 2-1, qualifiant pour la première fois une équipe israélienne en finale d'une compétition officielle,.

## Palmarès
| Israël -19 ans - Championnat d'Europe - Finaliste en 2022 |